# Henry James Byron
Henry James Byron (8 de janeiro de 1835 - 11 de abril de 1884) foi um prolífico dramaturgo inglês, além de editor, jornalista, diretor, gerente de teatro, romancista e ator.
Depois de um início abortado na carreira médica, Byron lutou como ator provincial e aspirante a dramaturgo na década de 1850. Retornando a Londres e começando a estudar para a Ordem dos Advogados, ele finalmente encontrou sucesso como dramaturgo em burlescos e outras peças de teatro. Na década de 1860, tornou-se editor de revistas humorísticas e um notável homem da cidade, enquanto continuava a construir sua reputação de dramaturgo, notadamente como co-gerente, com Marie Wilton, do Prince of Wales's Theatre. Em 1869, voltou aos palcos como ator e, no mesmo período, escreveu inúmeras peças de sucesso, incluindo o histórico sucesso internacional, Our Boys. Em seus últimos anos, ele ficou frágil de tuberculose e morreu aos 49 anos.
Byron nasceu em Manchester, Inglaterra, filho de Henry Byron (1804-1884, primo em segundo grau do poeta Lord Byron e descendente de muitos Lord Byrons), ao mesmo tempo cônsul britânico em Port-au-Prince, Haiti, e Elizabeth Josephine née Bradley. Ele foi educado em Essex e depois na St. Peter's Collegiate School em Eaton Square, Londres. Embora sua mãe quisesse que ele seguisse uma carreira na Marinha, Byron não o fez. Em vez disso, ele se tornou assistente de um médico em Londres por quatro anos e depois estudou medicina com seu avô, Dr. James Byron Bradley, em Buxton. Byron casou-se com Martha Foulkes (1831–1876) em Londres em 1856. Ele entrou no Middle Temple como estudante brevemente em 1858, mas ele já havia começado a escrever para o palco e logo retornou a essa vocação.
Byron ingressou em várias companhias provinciais como ator de 1853 a 1857, às vezes em suas próprias peças e às vezes nas de T. W. Robertson (com quem atuou e passou fome) ou outras, mas teve pouco sucesso. Ele descreveu suas primeiras tentativas de atuar, e as dificuldades do ator viajante viajante, em um ensaio de 1873 para The Era Almanack and Annual chamado "Eightteen Parts a Week". Ele começou a escrever burlescos de melodramas e extravagâncias em meados da década de 1850. Em 1857, seu burlesco de Richard of the Lion Heart estreou no Royal Strand Theatre. Seus trabalhos de sucesso em 1858 incluíram The Lady of Lyons, or, Twopenny Pride and Pennytence e Fra Diavolo Travestie; ou, The Prince, the Pirate and the Pearl, também no Strand, que mais tarde tocou em Nova York. Isso foi tão bem recebido que Byron abandonou a lei para se concentrar em tempo integral no teatro. Outro burlesco de Strand bem-sucedido em 1858 foi The Maid and the Magpie; ou, The Fatal Spoon, uma peça inicial para incluir uma dança no final de uma música. Este estrelou Marie Wilton como Pippo e também foi revivido em Nova York. Em 1859, ele escreveu outro burlesco de sucesso, The Babes in the Wood and the Good Little Fairy Birds. Ele logo escreveu outros burlescos para o Strand, o Teatro Olímpico e o Teatro Adelphi, bem como uma sequência de pantomimas de Natal para o Princess's Theatre, começando em 1859 com Jack the Giant Killer, or, Harlequin, King Arthur, and ye Knights de ye Round Table e seguido no ano seguinte por Robinson Crusoe, ou Harlequin Friday and the King of the Caribee Islands!